# چاویانگ
چاویانگ (به لاتین: Chaoyang, Liaoning) یک شهر مرکزی در جمهوری خلق چین است که در لیائونینگ واقع شده‌است.

## خصوصیات
چاویانگ ۱۹٬۶۹۸ کیلومترمربع مساحت و ۳٬۰۴۴٬۶۴۱ نفر جمعیت دارد و ۱۷۰ متر بالاتر از سطح دریا واقع شده‌است.

## خواهرخوانده
شهرهای اوبیهیرو، هوکایدو و Bezirk Mitte خواهرخوانده‌های چاویانگ هستند.